# Rom (Hasbro)
ROM, originalmente llamado “ROM, el Caballero del Espacio”, fue una figura de acción y juguete electrónico creado por Scott Dankman, Richard C. Levy, y Bryan Lawrence McCoy para la compañía Hasbro.
En los cómics, ROM debutó como un superhéroe cósmico del Universo Marvel. Su primera aparición tuvo lugar en ROM n.º 1 USA (diciembre de 1979), creado por Bill Mantlo y Sal Buscema. Para 2016, IDW Publishing estrenó su propio cómic hecho por Chris Ryall, Christos Gage y David Messina. En 2023, Marvel volvió a obtener la licencia para publicar el personaje.

## Trayectoria editorial

### El Juguete
“ROM, el Caballero del Espacio” fue un juguete electrónico creado por Scott Dankman, Richard C. Levy, y Bryan Lawrence McCoy (Patente US 4.267.551); siendo Bryan L. McCoy, también conocido como Bing McCoy, el máximo artífice de la creación del juguete . Este juguete, aún en su forma primitiva, llamó la atención de una de las grandes del sector, la compañía Parker Brothers (actualmente conocida como Hasbro, Inc.), a quien pronto le vendieron los derechos; casi al mismo tiempo, este personaje sirvió de inspiración para el comic-book de Marvel. El nombre inicialmente elegido por sus creadores para el juguete era el de COBOL (en honor del lenguaje de programación), pero fue sustituido por los ejecutivos de Parker Brothers por el de ROM (basado en el acrónimo que identifica la Memoria de Sólo Lectura “Read-Only Memory”).
Este juguete supuso un punto de inflexión en la actividad de la compañía juguetera, que hasta ese preciso momento se había limitado a la producción de juegos de mesa. Al tratarse de una nueva línea de mercado para la compañía, y dado el hecho de que los juguetes electrónicos eran por aquella época algo todavía incipiente, los directivos tomaron la decisión de abaratar al máximo los costes de producción, para garantizar así un precio más competitivo. Como resultado de esta decisión, el producto final adolecía de muy pocos puntos de articulación, y las lámparas led de color verde que hacían las veces de ojos fueron sustituidas por otras de color rojo, mucho más baratas de producir.
Poco después de su debut, ROM apareció en la esquina superior derecha de la portada de la revista Time del 10 de diciembre de 1979 a raíz de un artículo titulado “Those Beeping, Thinking Toys” (algo así como “Esos juguetes pensantes que hacen bip”), donde criticaban su falta de puntos de articulación y predecían que acabaría lleno de polvo detrás del sofá.
Los derechos de ROM para el Reino Unido se cedieron a la compañía Palitoy, que lo comercializó como “Aventurero Espacial” dentro de la famosa línea de figuras de acción “Action Man”, apareciendo en el catálogo de 1980.

### El Cómic
Para incrementar el interés por el juguete, Parker Brothers llegó a un acuerdo con Marvel Comics para la publicación de un comic-book protagonizado por ROM. El cómic se basaba en la premisa de que ROM era en realidad un cyborg, dándole un origen, una personalidad definida, así como toda una galería de personajes secundarios y villanos y lo que resultó más importante: encuadrándolo dentro de la continuidad del Universo Marvel tradicional (a diferencia de los Transformers, por ejemplo). El cómic sería escrito por Bill Mantlo y dibujado por Sal Buscema y, en su etapa final, por un crepuscular Steve Ditko, el creador gráfico de Spiderman.
El juguete en sí acabó siendo un fracaso comercial, vendiendo sólo entre 200.000 y 300.000 copias en los Estados Unidos, algo que su creador, Bing McCoy, achaca a un empaquetado poco atractivo y a una muy deficiente campaña de marketing. Como consecuencia del fracaso, Parker Brothers decidió abandonar su incipiente línea de juguetes electrónicos y volvió a la producción de juegos de mesa.
A pesar de lo anterior y no sin cierta ironía, el comic-book consiguió superar con creces el éxito del juguete para cuya promoción se había creado. La serie duró 75 números y 4 anuales, extendiéndose su publicación durante un período de 7 años y haciendo de ROM un personaje central del Universo Marvel debido a sus frecuentes encuentros con los principales héroes y villanos de la compañía.

### Ediciones en otros países
Rom se publicó también en otros países. En España, la editorial Vértice publicó, entre los años 1981 y 1983 y bajo sus subsellos editoriales Surco y Mundicomics, los primeros 22 números USA, eliminando algunas viñetas, páginas y complementos para cuadrar el número de páginas de los 12 ejemplares que lanzó al mercado.
Posteriormente, entre los años 1985 y 1992, Forum retomó la publicación del personaje, pero incluyéndolo como complemento en la colección de Transformers. La edición de Forum comprendió en total los números 25-47, 72 y Annual 2 de la edición original USA, quedando inéditos pues los números 23-24, 48-71, 73-75, los Annuals 1, 3 y 4 USA y los complementos de los números 21 y 22 USA ("La Saga de los Caballeros del Espacio"), si bien hoy en día pueden encontrarse por la red ediciones de esos inéditos traducidas por aficionados españoles al personaje.

## Biografía ficticia

### El comienzo
En los cómics ROM es más que un mero cyborg, ya que se trata de un alienígena proveniente de una sociedad utópica que habita un planeta llamado Galador. La serie relata cómo ROM y los suyos consiguen rechazar una invasión alienígena sobre su planeta llevada a cabo por una abyecta raza alienígena conocida como los horribles Fantasmas Espaciales (llamados así por su aspecto físico), y cómo la guerra contra los mismos continúa en La Tierra y otros planetas. A diferencia de los Galadorianos, sociedad muy avanzada tecnológicamente, los Fantasmas confían su poder principalmente a la magia negra y a su capacidad para cambiar de aspecto, ya que se trata de una raza de multiformes similar a los Skrulls.
Muchos años antes de la llegada de ROM a nuestro planeta, Galador sufrió un intento de invasión por parte de la raza multiforme de los Fantasmas. Es entonces cuando el director Principal, máximo mandatario de Galador, hace una llamada desesperada en busca de voluntarios que acepten ser transformados en máquinas de combate cyborg denominadas “Caballeros del Espacio”, dotadas de los últimos adelantos bélicos para poder así repeler la invasión. Se promete a los voluntarios que parte de su “humanidad” (esto es, las partes orgánicas que deben ser extraídas para poder acomodar el cuerpo a la armadura biónica, ya que otra parte sí va injertada en la misma) será conservada en urnas en una cámara criogénica, conocida como la Sala de la Ciencia, en espera de poderles ser restaurada, una vez el peligro haya pasado, y con ello volver a ser completamente humanos de nuevo.
ROM, a pesar de las súplicas de su novia Ray-Na, fue el primero en ofrecerse voluntario, siendo transformado en un enorme y plateado cyborg de aspecto humanoide que, a simple vista, parece ser completamente robótico, sin rastro alguno de humanidad. A él le es entregada la más poderosa arma de Galador, el Neutralizador, mediante la cual podrá teletransportar a los Fantasmas a una dimensión inhabitada en la que no podrán hacer ningún daño conocida como Limbo. Siguiendo su valiente ejemplo, un total de 1000 Galadorianos se presentan voluntarios para sacrificar temporalmente su humanidad y ser transformados en Caballeros del Espacio, cada uno de ellos con su propia armadura, poder y nombres-código, adaptados a su personalidad.
Los Caballeros Espaciales consiguen in extremis repeler la invasión, aunque ROM y sus compañeros deciden perseguir los restos de la flota invasora que se bate en retirada hasta su planeta natal, conocido como “MundoFantasma”, un planeta inhóspito que orbita alrededor de un Sol negro, en una galaxia llamada “Nebulosa Oscura”. Los Fantasmas, sabedores de su inferioridad, lanzan un fútil contraataque con intención de distraer a los Caballeros, pues en realidad han decidido dividirse y desperdigarse por el espacio, en espera de en un futuro poder recuperar fuerzas, reagruparse y lanzar un nuevo -y definitivo- ataque contra Galador. Sintiéndose responsables de haber extendido la amenaza de los Fantasmas al resto del universo, ROM y sus camaradas, siguiendo la sugerencia del Director Principal, juran no reclamar su humanidad hasta haber aniquilado por completo a los Fantasmas Espaciales.

### Llegada a La Tierra
ROM llega al planeta Tierra 200 años después, siendo este el momento escogido para comenzar la serie de cómics. Aterrizando cerca de la ciudad ficticia de Clairton, en Virginia Occidental, Estados Unidos de América, ROM se encuentra con una joven mujer llamada Brandy Clark. Tras unos primeros momentos de pánico y desconfianza, Brandy, tras observar de primera mano a ROM luchando contra los multiformes Fantasmas que se han infiltrado en nuestro planeta, incluso en las más altas esferas, acaba comprendiendo su misión y le ayuda a ocultarse de miradas indiscretas. Esta ocultación resulta necesaria porque, a ojos del gran público, cuando ROM utiliza su Neutralizador lo único que ve es un “robot asesino” que desintegra a inocentes seres humanos, cuando en realidad lo que hace ROM -después de usar su Analizador de energía sobre el enemigo para comprobar si es o no un Fantasma oculto en su forma humana- es convertir en cenizas el disfraz humano y enviar al Fantasma al Limbo. Con el paso del tiempo, y también tras comprobarlo por sí mismo, Steve Jackson, el prometido de Brandy, ayuda a ROM en su misión, y ello a pesar de que su relación con Brandy se está resquebrajando, toda vez que ella se va enamorando poco a poco del apuesto y noble Caballero del Espacio.
Durante su estancia en La Tierra -un par de años en tiempo Marvel, aproximadamente-, ROM se enfrenta y consigue exiliar en el Limbo a miles de Fantasmas. Esto hace desesperar a los Fantasmas, que dedican sus esfuerzos a crear nuevas armas y enemigos que puedan hacer frente a ROM, tales como los telepáticos Sabuesos Infernales, los robóticos Vigilantes Fantasmas y el antiguo Caballero Espacial Catarata de Fuego, cuya armadura ha sido ahora fusionada con un humano engañado por los Fantasmas llamado Archie Striker. Dos de los más peligrosos enemigos de ROM son el acertadamente llamado Híbrido -la horrible combinación fruto de la unión entre humana y fantasma- y Mentus -una armadura de Caballero ocupada por el lado oscuro de la mente del Director Principal de Galador-. Otros enemigos con los que debe enfrentarse ROM son los habituales del Universo Marvel, tales como Pensador Loco, el Fantasma del Espacio (no confundir con los Fantasmas Espaciales), el Hombre Topo o el Amo del Metal.

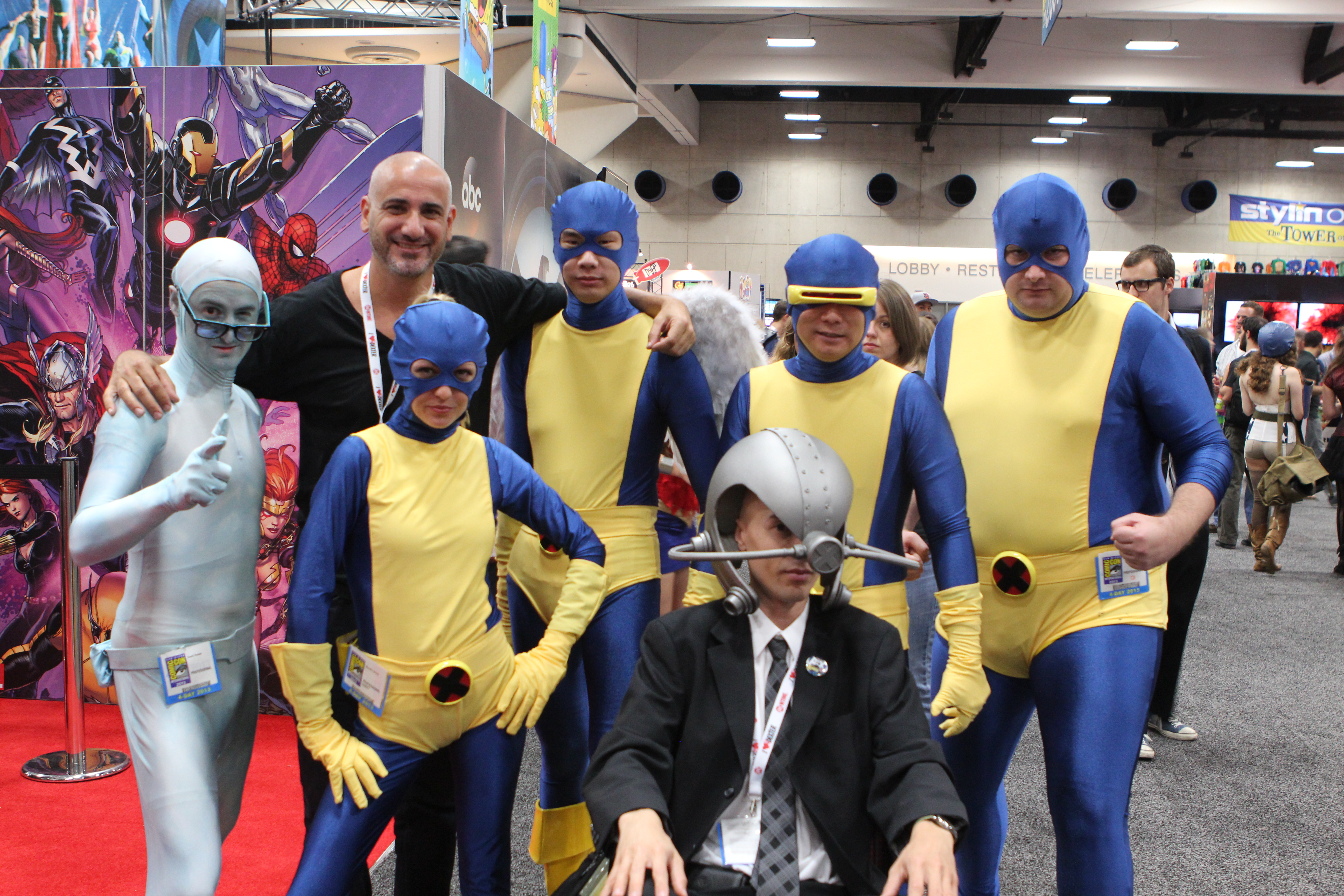
Cosplay de La Patrulla X original junto a Axel Alonso (2013).

Por otra parte, poco a poco ROM también consigue ganarse la confianza de los héroes de la Tierra, y acaba haciendo equipo con la Sota de Corazones, los Héroes de Alquiler, Los 4 Fantásticos, La Patrulla-X, los Súper-Soldados Soviéticos, Hulk, Alpha Flight y muchos, muchos más, hasta el punto de que la interactuación con otros personajes del Universo Marvel acabará convirtiéndose en la seña de identidad de la serie.

### Breve regreso a Galador
Durante un breve regreso a Galador, ROM descubre que Mentus, como parte de sus planes de conquista del planeta, ha injertado los restos humanos de ROM en la armadura de Terminator, otro de los Caballeros del Espacio, caracterizado por haber perdido sus restos humanos completamente debido a un virus degenerativo inoculado por los Fantasmas. Con ello, Mentus, que también ha rediseñado la armadura de Terminator a imagen y semejanza de la de ROM, busca engañar a los Galadorianos -quienes creen estar siendo liderados por el más grande de los Caballeros del Espacio- y poder así hacerse con el control total del planeta más fácilmente. ROM descubre sus planes y, con la ayuda de Brillo Estelar y otros Caballeros Espaciales, consigue derrotar a Mentus.
Nada más derrotar a Mentus, se produce la llegada de Galactus, que amenaza con devorar Galador. Estalla una batalla desesperada que se cobra la vida de Terminator y, con ella, la posibilidad de que ROM pudiera alguna vez volver a ser humano. A pesar de su desolación, ROM consigue convencer a Galactus para que, en vez de consumir un planeta rebosante de vida como Galador, devore el horrible MundoFantasma. Galactus acepta y da su palabra de que no consumirá Galador, pero una vez en la Nebulosa Oscura le resulta imposible absorber MundoFantasma dado sus peculiares características. Cumpliendo su promesa, Galactus deja en paz Galador, no sin antes castigar a ROM y sus camaradas de los Caballeros del Espacio por su engaño: desplaza Galador de su órbita a una nueva ubicación desconocida, por lo que los Caballeros Espaciales tardarán siglos en encontrar el camino de vuelta a casa. Ante semejante panorama, los Caballeros deciden explorar el cosmos para tratar de encontrar su planeta, continuando su cruzada contra los Fantasmas mientras tanto. ROM regresa a La Tierra, en este caso acompañada por Brillo Estelar, la cual se siente atraída por el noble Caballero.

### Vuelta a la Tierra
De vuelta en nuestro planeta la guerra de ROM prosigue, cobrándose una nueva víctima: Brillo Estelar es asesinada en una escaramuza en Clairton, donde su armadura es enterrada entre el dolor de los vecinos, quienes ahora ya saben de primera mano lo que son capaces de hacer los Fantasmas.
En un momento dado, la guerra de ROM contra los Fantasmas se recrudece debido a la llegada a La Tierra de las hembras de los Fantasmas, las cuales se revelan como mucho más mortíferas y despiadadas que sus contrapartidas masculinas. Las hembras confían su fuerza a la brujería, mientras que los débiles machos han usado hasta ahora, primordialmente, la ciencia. A diferencia de los machos, las hembras deciden dejar de actuar en secreto, y se lanzan a un brutal y despiadado ataque directo contra Clairton aprovechando una temporal ausencia de ROM y Brandy, matando sin contemplaciones a todos aquellos que han apoyado al galadoriano, incluyendo a Steve Jackson y a Torpedo, un superhéroe novato al que el mismo ROM había dejado encomendada la protección de la pequeña villa. Como ejemplo máximo de esta escalada de violencia, los Fantasmas también atacan el Helitransporte, famoso cuartel móvil flotante de SHIELD, algo que sirve a las Autoridades terrestres para abrir los ojos y comprender la gravedad de la amenaza que representan estos seres multiformes, por lo que las naciones más poderosas de La Tierra deciden aliarse y apoyar a ROM declarando la guerra a los alienígenas, declaración que sin embargo trata de mantenerse en secreto para el gran público, en aras de evitar el pánico.
Es en esta parte de la serie en la que aparece como secundario de lujo Rick Jones, compañero de otros héroes como Hulk, el Capitán América o el Capitán Marvel, uniéndose a ROM en su lucha tras sufrir el sanguinario ataque de los Fantasmas al “Mercy Hospital” de Atlanta, donde estaba ingresado.
Por su parte, los Fantasmas han trazado ya su plan maestro: mediante brujería están acercando el Sol Negro de su Nebulosa Oscura a nuestro planeta. Las habilidades místicas de estos seres provienen de dicho Sol, por lo que si consiguen atraerlo lo suficiente serán invencibles y podrán transformar La Tierra en una nueva versión de su horrible MundoFantasma. En una desesperada carrera contrarreloj, ROM, con la ayuda de prácticamente todos y cada uno de los superhéroes de La Tierra, y gracias especialmente a las habilidades mutantes de Forja, consigue exiliar en el Limbo a todos los Fantasmas.

### Regreso final a Galador
Tras la aplastante derrota infligida a los horribles Fantasmas, ROM decide abandonar La Tierra y tratar de encontrar el camino de regreso a Galador. Sin que él lo sepa, Brandy Clark se encuentra fortuitamente con la entidad cósmica conocida como El Todopoderoso -en el marco de la saga “Secret Wars II”-, la cual le concede su máximo deseo: ser enviada a Galador para estar junto a su amado. A su llegada, Brandy se encuentra un planeta devastado por la guerra y regido con mano de hierro por una nueva generación de Caballeros del Espacio renegados. Estos nuevos cyborgs, mucho más poderosos que los originarios, fueron creados para defender Galador durante la ausencia de los primeros Caballeros, pero ese mismo poder y la extracción completa de su humanidad acabó por corromperles, llevándoles a aniquilar a todos los Galadorianos normales por considerarlos seres débiles indignos.
En un acto de pura maldad, y como muestra máxima de su rechazo a la debilidad, destruyen la Sala de la Ciencia, donde se contenían los restos humanos de los Caballeros originales. ROM y parte de sus antiguos camaradas del Escuadrón de Caballeros del Espacio, los cuales han encontrado la nueva ubicación de Galador en el Cosmos gracias a la avanzada tecnología de los Shi'ar, no llegan a tiempo de evitarlo, pudiendo únicamente salvar a Brandy ocultándola en las catacumbas de la destruida ciudad. Estalla entonces la batalla definitiva por el destino del planeta.
Tras un salvaje duelo a muerte, ROM consigue vencer a Dominor, el líder de los Caballeros renegados, pero ya es tarde: no queda ni un solo galadoriano humano vivo, por lo que el planeta parece condenado a la extinción. Es en ese momento cuando Brandy revela a ROM su sorprendente descubrimiento: ¡ha encontrado la cripta de Terminator, el Caballero Espacial muerto a manos de Galactus, y aún quedan restos de la humanidad de ROM en el interior de su armadura! ROM la reclama, volviendo a ser humano, y le declara su amor a Brandy. Ambos deciden quedarse en Galador y tratar de repoblar el planeta. Los Caballeros del Espacio originales supervivientes, no pudiendo reclamar su humanidad pues la cámara criogénica donde se conservaba fue destruida, deciden partir a explorar el universo, excepto unos pocos que prefieren permanecer en Galador para proteger a ROM y Brandy.

## Poderes y habilidades

### Armadura
La armadura de ROM se compone de un metal galadoriano denominado Pladanium. Se trata de un metal extraordinariamente resistente, capaz de soportar el golpe de las garras de adamantium de Wolverine, si bien puede ser dañado como se comprueba la final de la colección. La armadura es capaz de autorrepararse, aunque puede tomarle varias semanas el reparase de los daños más severos. Esta armadura proporciona a ROM superfuerza, vuelo y la capacidad de viajar a través del espacio a grandes velocidades. Le permite también respirar en cualquier tipo de atmósfera y sobrevivir al vacío del espacio. Los controles ubicados cerca de su torso le permiten reducir la temperatura de la armadura por debajo de cero. También está dotada de una batería solar que puede ser utilizada como arma, ya que puede drenar cualquier fuente de energía con el mero contacto.
Por último, también le da la posibilidad de invocar 3 instrumentos almacenados en el sub-espacio:

### Neutralizador
El arma más poderosa de Galador, diseñada para desterrar a los Fantasmas al Limbo mediante la apertura de un portal dimensional. Desgraciadamente, este proceso genera una gran cantidad de residuos en forma de ceniza, lo que hace pensar a un testigo no informado que se trata de un arma mortal. En una ocasión, los Fantasmas trataron sin éxito de invertir el efecto del Neutralizador para traer a sus congéneres de vuelta del Limbo. Esta especie de pistola también puede disparar rayos de energía carmesí que pueden llegar a ser mortales si ROM así lo decide, además de poder neutralizar sin daños distintas formas de energía, como las radiaciones gamma.

### Analizador
El Analizador de energía permite a ROM “ver” a través de los disfraces de los Fantasmas su verdadero aspecto, además de informarle sobre la signatura energética de cualquier objeto o entidad. También le permite a ROM localizar grandes concentraciones de esta raza multiforme, cualquiera que sea el planeta en el que se encuentre. Desafortunadamente, este instrumento tiene aspecto de pistola, lo que ha sido utilizado por los Fantasmas en numerosas ocasiones para hacer creer a los humanos que en realidad se trata de un arma mortífera.

### Traductor universal
Este artefacto le permite a ROM aprender instantáneamente el idioma de cualquier criatura, con independencia de su origen. También le permite escanear y almacenar información, como por ejemplo una enciclopedia, en sus bancos de memoria.

## Actualidad

### Leyes y patentes
Hoy día, diversos problemas legales en relación con el nombre del personaje no hacen sino que, entre Hasbro, Marvel y Bing McCoy, al final nadie tenga nada.
En 2023, Hasbro le volvió a dar a Marvel la licencia para volver a publicar cómics del personaje.

### IDW
Finalmente, gracias a IDW, ROM: Spaceknight vuelve a las tiendas de cómic en julio de 2016 en manos de Chris Ryall, Christos Gage y David Messina.